# Derrame de color
Se denomina así a una problemática en la utilización de cromas para la filmación o la fotografía. El derrame de color (color spill inglés) se produce cuando la luz que llega al croma rebota hacia los objetos que hay que filmar o fotografiar. Los objetos absorben o reflejan esta luz, que es normalmente azul o verde (dada por el color del croma utilizado), y la imagen resultante puede quedar negativamente afectada.
El problema suele ocurrir en zonas que son semitransparentes, como por ejemplo tejidos muy finos y cabellos; o a través de materiales como el vidrio, elementos como el agua, etc. Si la cámara capta esta luz en los objetos, las partes contaminadas pueden dejar ver el color original del croma o resultar ser transparentes en el proceso óptico de composición.
Para reducir al máximo el efecto, hace falta trabajar con un croma que refleje la mínima luz posible y con una iluminación muy cuidada. Por otro lado, también es recomendable no encontrarse cerca de objetos que sean grandes reflectores de luz, un ejemplo muy claro son las paredes blancas. Por lo tanto, si los elementos que se encuentran alrededor son negros o de materiales que absorben la luz, se evita que el rebote luminoso del croma, se esparza por todo el espacio de trabajo y que el sujeto quede contaminado.
El hecho de tener que sacar el derrame de color después con la postproducción puede ser un proceso muy complicado y provocar efectos de falsedad en las imágenes, no dando la sensación de naturalidad en aquello que se está viendo. Es por eso que hay que reducir al máximo el derrame de color, para proporcionar más veracidad al efecto que se produce a través de los fondos digitalizados y que el espectador aprecie una imagen que le parezca realista.